# Васильченко Олександр Валерійович
Олександр Валерійович Васильченко (нар. 24 квітня 1997) — український футболіст, нападник.

## Життєпис
Вихованець охтирського футболу. У ДЮФЛУ захищав кольори охтирського «Нафтовика-Укрнафти» та харківського ХДВУФК-1. Потім виступав у «Нафтовику-2» в чемпіонаті Сумської області.
24 липня 2017 року підписав професіональний контракт з охтирським «Нафтовиком-Укрнафтою». Дебютував у футболці «нафтовиків» 5 серпня 2017 року в програному (1:2) виїзному поєдинку 4-го туру першої ліги проти МФК «Миколаєва». Олександр вийшов на поле на 69-й хвилині, замінивши Євгена Кателіна.
У серпні 2018 року став гравцем «Сум».